# 萨克·捷尔-加布里埃良
萨克·米尔佐耶维奇·捷尔-加布里埃良（俄语：Саак Мирзоевич Тер-Габриэлян；1886年2月15日—1937年8月19日），俄国社会民主工党，苏联的政治家，是亚美尼亚人民委员会主席。

## 生平
1886年，出生于裁缝家庭。
1905年，参加巴库革命。
1918年，任巴库公社石油事务专员。
1928年，任亚美尼亚人民委员会主席。
1937年，被捕，死亡（被认为是斯大林下令杀害）。